# Lorenzo Calogero
Lorenzo Calogero (* 28. Mai 1910 in Melicuccà, Italien; † 25. März 1961 in Melicuccà) war ein italienischer Lyriker und Arzt.

## Leben
Calogero wurde als dritter Sohn einer Akademikerfamilie in dem kalabrischen Ort Melicuccà geboren. Seine Familie gehörte in der zur damaligen Zeit rückständigen und von Analphabetismus geprägten Region der gesellschaftlichen Oberschicht an. Nach Besuch des Gymnasiums und Umzug nach Neapel (1929) studierte er Ingenieurwissenschaften und später Medizin. Hier entstanden die ersten Gedichte. Trotz Absolvierung des Medizinstudiums empfand er sich nicht als Arzt. Nur über kurze Zeiträume ging Calogero diesem Beruf nach. Die Literatur stand fortan ganz im Mittelpunkt seines Lebens, das zunehmend von psychischen Krisen überschattet war. Hierzu trug die unglückliche Liebe zu einer Literaturstudentin in den 1940er Jahren und zu einer Krankenschwester in späteren Jahren bei. Am schwersten aber traf ihn, der fernab der literarischen Zentren seiner Zeit schrieb, der anhaltende Misserfolg als Autor. Außer einem Privatdruck 1936 und kleineren Publikationen in Literaturzeitschriften hat er nur einen Band dank der Vermittlung des Dichters Leonardo Sinisgalli veröffentlichen können. Der daraufhin kontaktierte Verleger Giulio Einaudi zeigte kein Interesse. In den letzten Jahren verschlechterte sich sein körperlicher und geistiger Gesundheitszustand. Nach Aufenthalten in psychiatrischen Kliniken lebte er wieder in seinem Elternhaus – literarisch hoch produktiv und als Verlierer von der Dorfbevölkerung verhöhnt. Zwei Selbstmordversuche schlugen fehl. Am 25. März 1961 wurde Calogero in seiner Wohnung tot aufgefunden.

## Wahrnehmung
Erst nach seinem Tod fand Calogeros Werk Anerkennung. Bereits im April 1961 veröffentlichte die angesehene Literaturzeitschrift Europa Letteraria eine Auswahl seiner Gedichte. 1962 erschien ein aufwendig ausgestatteter Band im Lerici Verlag, der eine Gesamtausgabe vorbereitete. Zahlreiche lobende Rezensionen wurden gedruckt. Ab Mitte der 1960er Jahre politisierte sich die Literatur; Calogeros Gedichte, zumeist Liebeslyrik, die von „radikaler Innerlichkeit“ geprägt ist, geriet allmählich in Vergessenheit. Eine Gesamtausgabe kam infolge der Auflösung des Lerici Verlages (1966) nicht zustande.